# NGC 6561
NGC 6561 ist ein offener Sternhaufen oder eine Sternengruppe im Sternbild Schütze und etwa 11.000 Lichtjahre von der Erde entfernt. Er wurde am 27. Juni 1786 von Wilhelm Herschel mit einem 18,7-Zoll-Spiegelteleskop entdeckt, der dabei „"a coarsely scattered cluster of considerably large stars. The place is that of a small triangle“ notierte.